# Thomas Ryburn Buchanan
Thomas Ryburn Buchanan (* 2. April 1846 in Glasgow; † 7. April 1911) war ein schottischer Politiker.

## Leben
Buchanan wurde 1846 als dritter Sohn von John Buchanan in Glasgow geboren. Er besuchte die Sherborne School und studierte anschließend am Balliol College, das er 1870 mit einem Bachelorabschluss verließ. Buchanan wechselte dann an das All Souls College. 1873 wurde er in den Inner Temple aufgenommen und erhielt seine Zulassung als Anwalt. Am 15. August 1888 ehelichte er Emily Octavia Bolitho. Er verstarb im Jahre 1911. Seine Witwe vermachte seine 116 Bände umfassenden Aufzeichnungen der Bibliothek der Universität Edinburgh.

## Politischer Werdegang
Erstmals trat Buchanan bei den Unterhauswahlen 1880 zu Wahlen auf nationaler Ebene an. Er stand im Wahlkreis Haddingtonshire als Kandidat der Liberal Party gegen den Konservativen Lord Elcho. Am Wahltag unterlag Buchanan mit einer Differenz von nur 44 Stimmen. Im August 1881 fanden im Wahlkreis Edinburgh Nachwahlen statt. Bei diesen trat Buchanan an und gewann das Unterhausmandat ohne Gegenkandidat. Mit der Aufteilung des Wahlkreises Edinburgh in vier Wahlkreise im Vorfeld der Unterhauswahlen 1885, bewarb sich Buchanan nun um das Mandat des Wahlkreises Edinburgh West. Er setzte sich deutlich gegen den Konservativen Jamieson durch und verblieb damit im britischen Parlament.
Zu den Wahlen 1886 kandidierte Buchanan abermals im Wahlkreis Edinburgh West, diesmal jedoch für die Liberalen Unionisten. Er gewann das Mandat ungefährdet. Nachdem sich Buchanan den Liberalen Unionisten ab- und wieder der Liberal Party zugewandt hatte, gab er sein Unterhausmandat zurück und erzwang somit Nachwahlen, bei denen der Liberale Unionist Thomas Raleigh gegen ihn antrat. Aus den am 18. Februar 1888 abgehaltenen Wahlen ging er mit einem Vorsprung von nur 54 Stimmen als Sieger hervor. Bei den Unterhauswahlen 1892 unterlag er seinem Kontrahenten William Palmer und verlor zunächst sein Unterhausmandat.
Nachdem der Liberale Peter Esslemont sein Unterhausmandat des Wahlkreises East Aberdeenshire zurückgegeben hatte, kandidierte Buchanan zu den fälligen Nachwahlen am 10. Dezember 1892. Er setzte sich gegen den konservativen Kontrahenten deutlich durch und erhielt ein weiteres Mal ein Unterhausmandat. Nachdem Buchanan bei den Wahlen 1895 sein Mandat verteidigte, verlor er es bei den folgenden Wahlen 1900 knapp gegen den Liberalen Unionisten Archibald White Maconochie. 1903 gab John Kinloch sein Mandat des Wahlkreises East Perthshire, das er seit 1892 hielt, zurück. Die fälligen Nachwahlen entschied Buchanan ohne Gegenkandidat für sich. Bei den folgenden Unterhauswahlen 1906 verteidigte Buchanan sein Mandat gegen den Konservativen John Stewart-Murray. Zwischen 1905 und 1908 war Buchanan Finanzsekretär des War Office und bekleidete zwischen 1908 und 1909 die Position des Parlamentssekretärs des India Office. Zu den Unterhauswahlen 1910 trat Buchanan nicht mehr an.